# Kingfa Science & Tech
Die Kingfa Science & Tech (chinesisch 金发科技, Pinyin Jīnfā Kējì) ist ein chinesischer Kunststoff-Compoundierer mit Sitz in der Nähe von Guangzhou. Hauptabnehmer sind die Automobil- und Elektronikindustrie; seit 2020 gibt es einen Zweig für medizinische Verbrauchsmaterialien. Zhimin Yuan gründete 1993 das Unternehmen, 2004 erfolgte der Börsengang an der Shanghai Stock Exchange. Seit 2013 hat Kingfa eine Produktion in Indien (u. a. in Pune), seit 2016 in den USA (Detroit). In Asien ist Kingfa Marktführer mit einer Produktionskapazität von ca. 1,5 Mio. Jato.

## Kingfa Sci. & Tech. (Europe) GmbH
Das Unternehmen startete seine Expansion nach Europa in Deutschland im Sommer 2016 mit der Produktion veredelter Kunststoffe. Es ist auf 10.800 m² im Industriepark Kalle-Albert angesiedelt. Kingfa investierte in einem ersten Schritt etwa 10 Mio. €. Die Investitionen des Standortbetreibers InfraServ Wiesbaden in den Industriepark Kalle-Albert belaufen sich auf etwa 5 Mio. €. Eingebunden in die Ansiedlung ist die Hessen Trade & Invest GmbH (HTAI), der Germany Trade and Invest (GTAI), die Wirtschaftsförderung Wiesbaden sowie die FrankfurtRheinMain GmbH International Marketing of the Region. Für 2017 war dann die Errichtung eines Forschungs- und Entwicklungszentrums im Industriepark geplant. 2020 lag die Produktion bei 30.000 Jato.